# Vincente Minnelli
Vincente Minnelli vlastním jménem Lester Anthony Minnelli (28. února 1903 Chicago – 25. července 1986 Beverly Hills) byl americký filmový a divadelní režisér. Mezi jeho nejvýznamnější film patří muzikálová komedie Gigi z roku 1958, za kterou získal Oscara a Zlatý glóbus. Z manželství s herečkou Judy Garlandovou (1945–1951) měl dceru Lizu Minnelliovou. Zemřel v roce 1986 na emfyzém a zápal plic ve věku 83 let.

## Filmografie
- Panama Hattie (1942)
- Chata na nebesích (1943)
- I Dood It (1943)
- Setkáme se v St. Louis (1944)
- Hodiny (1945)
- Yolanda and the Thief (1945)
- Ziegfeldův kabaret (1945)
- Undercurrent (1946)
- Till the Clouds Roll By (1946)
- Pirát (1948)
- Madame Bovary (1949)
- Nevěstin otec (1950)
- Jak je těžké být dědečkem (1951)
- Američan v Paříži (1951)
- Lovely to Look At (1952)
- Město iluzí (1952)
- The Story of Three Loves (1953)
- Přidej se k nám (1953)
- Příběh tří lásek (1954)
- Brigadoon (1954)
- The Cobweb (1955)
- Kismet (1955)
- Žízeň po životě (1956)
- Tea and Sympathy (1956)
- Módní návrhářka (1957)
- The Seventh Sin (1957)
- Gigi (1958)
- The Reluctant Debutante (1958)
- Some Came Running (1958)
- Home from the Hill (1960)
- Bells Are Ringing (1960)
- Four Horsemen of the Apocalypse (1962)
- Two Weeks in Another Town (1962)
- The Courtship of Eddie's Father (1963)
- Goodbye Charlie (1964)
- Písečný ptáček (1965)
- Za jasného dne uvidíš navždy (1970)
- A Matter of Time (1976)